# Laurent Boudouani
Laurent Boudouani (* 29. Dezember 1966 in Sallanches, Département Haute-Savoie, Frankreich) ist ein ehemaliger französischer Boxer. Als Amateur gewann er die Silbermedaille im Weltergewicht bei den Olympischen Spielen 1988. Im Profibereich war er zweifacher EBU-Europameister im Halbmittelgewicht und erkämpfte sich in dieser Gewichtsklasse auch den WBA-Weltmeistertitel, den er vier Mal verteidigen konnte.

## Amateurkarriere
Boudouani war Bronzemedaillengewinner der Junioren-Weltmeisterschaft 1983 und Viertelfinalist der Junioren-Europameisterschaft 1984. Bei den Weltmeisterschaften 1986 schied er im Viertelfinale, beim Kampf um einen Medaillenplatz, gegen Kenneth Gould aus. Zudem unterlag er im ersten Kampf der Europameisterschaften 1987 gegen Wassili Schischow.
Bei den Olympischen Spielen 1988 in Seoul erkämpfte er dann die Silbermedaille, nachdem er sich gegen Imre Bácskai, Darren Obah, Song Kyung-sup und diesmal auch Kenneth Gould durchgesetzt hatte und erst im Finale gegen Robert Wangila unterlegen war.
Zudem war er Französischer Meister der Jahre 1985 bis 1988.

## Profikarriere
Laurent Boudouani gewann sein Profidebüt am 17. April 1989. Er gewann 15 Kämpfe in Folge vorzeitig, ehe er im Juli 1991 selbst vorzeitig gegen Gilbert Baptist unterlag. Nach sechs folgenden Siegen, davon fünf vorzeitig, boxte er am 29. November 1992 um die EBU-Europameisterschaft im Halbmittelgewicht und siegte durch K. o. in der dritten Runde gegen Jean-Claude Fontana. Anschließend verteidigte er den Titel durch K. o. gegen Romolo Casamonica und durch TKO gegen Andy Till. In seiner dritten Titelverteidigung verlor er dann überraschend durch TKO gegen Bernard Razzano.
Nach drei vorzeitigen Siegen boxte er am 3. Januar 1995 erneut um den EBU-Europatitel im Halbmittelgewicht und gewann durch TKO gegen Javier Castillejo. Nach fünf weiteren Siegen, darunter zwei erfolgreichen Titelverteidigungen gegen Patrick Vungbo und im Rückkampf gegen Castillejo, erhielt er eine WM-Chance im Halbmittelgewicht. Er boxte dabei am 21. August 1996 gegen Julio Vásquez um den WBA-Titel und gewann durch K. o. in der fünften Runde. Am 29. März 1997 verteidigte er den Titel einstimmig nach Punkten gegen Carl Daniels. Am 13. Februar 1998 erreichte er gegen Guillermo Jones ein Unentschieden, gewann jedoch den Rückkampf am 30. Mai 1998 nach Punkten. In seiner inzwischen vierten Titelverteidigung am 30. November 1998 siegte er durch TKO in der neunten Runde gegen Terry Norris.
Am 6. März 1999 verlor er seinen Titel schließlich durch eine einstimmige Punktniederlage an David Reid und beendete daraufhin seine Karriere.